# Lijst van gouverneurs van Östergötlands län
Dit is een lijst van gouverneurs van de provincie Östergötlands län in Zweden, in de periode 1693 tot heden. Östergötlands län is een van de 21 län in Zweden en ligt tussen het Vättermeer en de Oostzee. Het Zweeds voor gouverneur is landshövding.
- Lars Eldstierna 1693–1701
- Mårten Trotzig 1702–1706
- Jakob Burensköld 1706–1710
- Johan Lillienstedt 1710–1714
- Anders Leijonhielm 1714–1718
- Gustaf Bonde 1718–1721
- Ernst Johan Creutz 1721–1727
- Erik Ehrenkrona 1727–1736
- Christer Henrik d'Albedyhll 1736–1747
- Gustaf Adolf Lagerfelt 1748–1769
- Carl Harald Strömfelt 1769–1775
- Fredric Ulric Reenstierna 1775–1783
- Fredrik Georg Strömfelt 1783–1810
- Johan Adam Cronstedt 1810–1817
- Carl Nieroth 1817–1826
- Gustaf Wathier Hamilton 1826–1835
- Carl Otto Palmstierna 1836–1851
- Henning Hamilton 1851–1858
- Gustaf af Ugglas 1858–1869
- Robert de la Gardie 1869–1901
- Ludvig Douglas 1901–1912
- Eric Trolle 1912–1930
- Karl Tiselius 1930–1941
- Carl Hamilton 1941–1956
- Per Eckerberg 1956–1980
- Göte Svenson 1980–1987
- Rolf Wirtén 1987–1996
- Björn Eriksson 1996–2009
- Magnus Holgersson, waarnemend 2009–2010
- Elisabeth Nilsson 2010–2018
- Carl Fredrik Graf, sinds 2018

Blekinge län · Dalarnas län · Gävleborgs län · Gotlands län · Hallands län · Jämtlands län · Jönköpings län · Kalmar län · Kronobergs län · Norrbottens län · Örebro län · Östergötlands län · Skåne län · Södermanlands län · Stockholms län · Uppsala län · Värmlands län · Västerbottens län · Västernorrlands län · Västmanlands län · Västra Götalands län